# Perochaeta orientalis
Perochaeta orientalis är en tvåvingeart som först beskrevs av Meijere 1913.  Perochaeta orientalis ingår i släktet Perochaeta och familjen svängflugor.
Artens utbredningsområde är Taiwan. Inga underarter finns listade i Catalogue of Life.